# Parafia św. Mikołaja Biskupa w Łomnej
Parafia pw. Świętego Mikołaja Biskupa w Łomnej – parafia rzymskokatolicka znajdująca się w dekanacie kampinoskim, archidiecezji warszawskiej, metropolii warszawskiej Kościoła katolickiego.